# Japalura variegata
Japalura variegata Gray, 1853 è un rettile della famiglia Scincidae, diffuso nel nord dell'India, in Bhutan, Birmania e Nepal.

## Etimologia
Il termine latino Japalura è di genere femminile e potrebbe derivare dall'omonima località in India.

## Descrizione

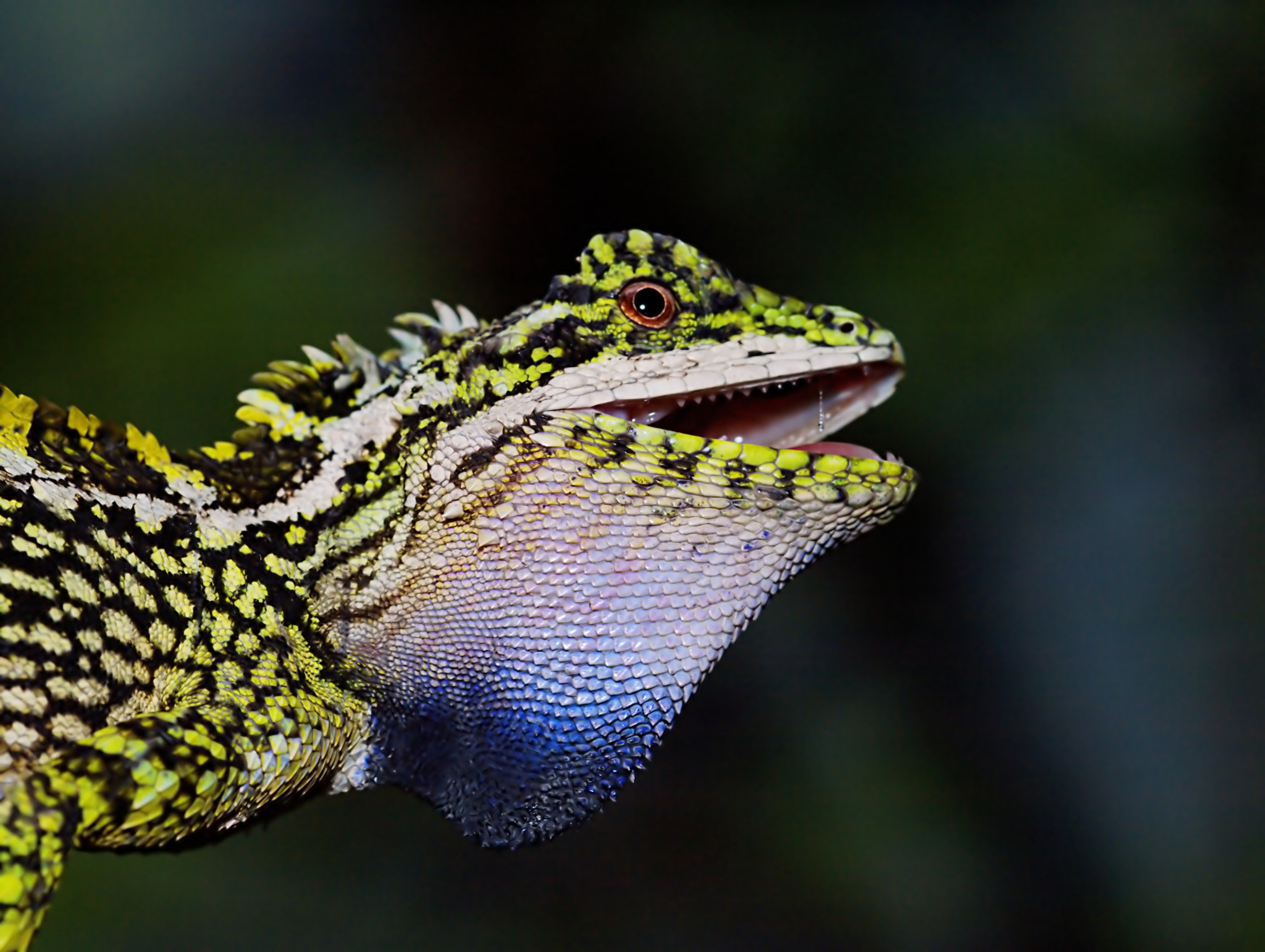

Sulla testa ha delle protuberanze coniche e spinose che si sviluppano sino alla nuca; ce ne sono altre tre o quattro più grandi dietro agli occhi e sopra il timpano, che è nascosto. Il corpo è ricoperto da squame piuttosto piccole, appuntite e intricate; altre più grandi sono sparse singolarmente e/o in gruppi sui lati e sul dorso; le punte di tutte di squame sono inclinate obliquamente all'indietro e verso l'alto. Le squame del ventre e della parte inferiore delle dita delle zampe sono appuntite mentre quelle della gola sono più piccole. La stessa tipologia si trova anche sulla coda; le subcaudali sono le più grandi. La cresta nucale, che si estende per tutto il dorso sino alla base della coda, non è molto sviluppata, risulta seghettata ed è costituita da lobi triangolari.
La colorazione è generalmente oliva con una sfumatura di marrone. Una striscia nera ben marcata con un margine anteriore giallo parte dal margine posteriore dell'occhio fino all'angolo della bocca. Altre strisce nere trasversali e irregolari sul estendono sul dorso, sul collo sono strette e distinte, sul corpo sono larghe; tutte sono separate l'una dall'altra da strette strisce giallo-oliva. Le squame di maggiori dimensioni sono distribuite principalmente su queste strisce chiare. La coda invece è a strisce marroni e olivastre. Il ventre è colorato uniformemente di giallo oliva.
J. variegata è una lucertola di piccole dimensioni, un esemplare adulto può raggiungere una massa corporea di 42,05 g.
Le dimensioni degli esemplari adulti sono:
- lunghezza 316 mm;
- lunghezza della testa 29 mm;
- larghezza della testa 18 mm;
- lunghezza del corpo 82 mm;
- lunghezza zampe anteriori 53 mm;
- lunghezza zampe posteriori 90 mm;
- lunghezza della coda 205 mm.

## Biologia

### Comportamento
Questa specie è diurna e principalmente inattiva durante la notte.

### Alimentazione
Si nutre di piccole prede come insetti, larve e vermi.

### Riproduzione
Il periodo riproduttivo di questa specie cade in primavera inoltrata, quando la temperatura è favorevole alla piena attività. La femmina depone da 3 a 8 uova in depressioni del terreno che scava con le zampe anteriori, mentre spinge via la terra scavata servendosi delle zampe posteriori.
Le uova sono piccole e biancastre e il guscio è di natura pergamenacea, non rigida come, ad esempio, nei cheloni e negli uccelli. I piccoli rompono il guscio con una sorta di punteruolo corneo, chiamato anche dente dell'uovo, posto sulla punta del muso e che viene riassorbito subito dopo la nascita.

## Distribuzione e habitat
J. variegata abita l'ecozona indomalese.
Il suo habitat include la pineta subtropicale dell'Himalaya.
Questi territori si estendono nel nord dell'India, in Bhutan, Birmania e Nepal ad altitudini comprese tra i 100 e i 2700 m.s.l.m..

## Tassonomia
Questa specie è riconosciuta anche con i seguenti sinonimi:
- Biancia niger Gray, 1853
- Japalura bengalensis Annandale, 1912
- Japalura microlepis Jerdon, 1870
- Japalura yunnanensis Annandale, 1906

## Conservazione
La specie occupa un areale abbastanza limitato, all'interno del quale non si conosce l'andamento della popolazione. Nonostante questo la Lista rossa IUCN classifica Japalura variegata come specie a rischio minimo (Least Concern).